# Nomada heterosticta
Nomada heterosticta är en biart som beskrevs av Cockerell 1921. Nomada heterosticta ingår i släktet gökbin, och familjen långtungebin. Inga underarter finns listade i Catalogue of Life.